# Équipe du Canada de soccer à la Coupe du monde 2022
Le parcours de l'équipe du Canada de soccer à la Coupe du monde 2022, organisée au Qatar constitue la deuxième participation du pays en phase finale.
Le tirage au sort a placé les Canadiens dans le groupe F avec la Belgique, la Croatie et le Maroc. Durant la compétition, les Rouges séjournent dans le Century Premier Hotel de Lusail et s’entraînent au centre d'entraînement de l'Umm Salal SC.

## Qualifications

### Matchs de qualification
Lors de la précédente campagne de qualification, le Canada termine troisième du groupe A durant le quatrième tour des éliminatoires de la Coupe du monde 2018, derrière le Mexique et le Honduras,. Les deux premiers de tous les groupes du quatrième tour sont qualifiés pour le tour suivant, ce qui n'est pas le cas du Canada. Cet échec sera imputé au sélectionneur espagnol Benito Floro,.
Après plusieurs tentatives pour se qualifier à nouveau pour une Coupe du monde, le Canada (73e du classement de la FIFA du 16 juillet 2020,) s'y lance pour une nouvelle fois.

#### Premier tour: le Canada termine au sommet du groupe B
Ne faisant pas partie des cinq meilleures équipes de la CONCACAF, la sélection canadienne doit disputer le premier tour. Elle est placée dans le groupe B en compagnie de quatre autres équipes. Seule la première du classement final obtient sa qualification pour le tour suivant,,.
Le Canada est opposée à Aruba, aux Bermudes, aux îles Caïmans et au Suriname,,. L'équipe canadienne commence la campagne de qualification à Orlando, en raison de la pandémie de Covid-19,. Le 25 mars 2020, le Canada gagne son premier match face aux Bermudes (5-1), avec un triplé de Cyle Larin. Quatre jours plus tard, le Canada signe la victoire la plus large de son histoire en pulvérisant les îles Caïmans (11-0),. Les deuxième et troisième rencontre se déroulent au complexe de soccer de l'IMG Academy (en), en Floride,,. Le 5 juin, le Canada gagne facilement contre Aruba (7-0) et maintient sa première place dans le groupe. Trois jours plus tard à Bridgeview, le Canada dispute le dernier match, décisif, contre le Suriname qui de son côté a également gagné tous ses matchs. Le Canada valide facilement sa qualification pour le second tour en surclassant le Suriname 4-0, bouclant ainsi un parcours parfait dans ce groupe B (douze points sur douze possibles). Jonathan David, qui évolue en France dans le club du LOSC, inscrit à cette occasion un triplé (dont un penalty).
| Rang | Équipe       | Pts | J | G | N | P | Bp | Bc | Diff |
| ---- | ------------ | --- | - | - | - | - | -- | -- | ---- |
| 1    | Canada       | 12  | 4 | 4 | 0 | 0 | 27 | 1  | +26  |
| 2    | Suriname     | 9   | 4 | 3 | 0 | 1 | 15 | 4  | +11  |
| 3    | Bermudes     | 4   | 4 | 1 | 1 | 2 | 7  | 12 | -5   |
| 4    | Aruba        | 3   | 4 | 1 | 0 | 3 | 3  | 19 | -16  |
| 5    | Îles Caïmans | 1   | 4 | 0 | 1 | 3 | 2  | 18 | -16  |

| 1er match                      | Canada                                        | 5 – 1   | Bermudes     |                                                               |                                                               |
| 25 mars 2021 2Oh00 (UTC−04:00) | Larin 19e 27e 69e · Laryea 53e · Corbeanu 81e | (2 – 0) | 63e Crichlow | Exploria Stadium, Orlando Arbitrage : Armando Villarreal (es) | Exploria Stadium, Orlando Arbitrage : Armando Villarreal (es) |
| 25 mars 2021 2Oh00 (UTC−04:00) | Rapport                                       |         |              | Exploria Stadium, Orlando Arbitrage : Armando Villarreal (es) | Exploria Stadium, Orlando Arbitrage : Armando Villarreal (es) |

| 2e match                       | Îles Caïmans | 0 – 11  | Canada |                                                             |                                                             |
| 29 mars 2021 18h00 (UTC−04:00) |              | (0 – 6) | 5e Sturing · 13e Larin · 25e Wotherspoon · 28e (pen.) 73e Davies · 32e 63e Kaye · 42e Johnston · 68e 74e 76e Cavallini | IMG Academy Soccer Complex, Bradenton Arbitrage : Ted Unkel | IMG Academy Soccer Complex, Bradenton Arbitrage : Ted Unkel |
| 29 mars 2021 18h00 (UTC−04:00) | Rapport      |         | | IMG Academy Soccer Complex, Bradenton Arbitrage : Ted Unkel | IMG Academy Soccer Complex, Bradenton Arbitrage : Ted Unkel |

| 3e match                      | Aruba   | 0 – 7   | Canada                                                                                              |                                                               |                                                               |
| 5 juin 2021 20h00 (UTC−04:00) |         | (0 – 3) | 18e 45+3e Cavallini · 20e (pen.) Hoilett · 49e Brault-Guillard · 78e Davies · 88e Larin · 90e David | IMG Academy Soccer Complex, Bradenton Arbitrage : Marco Ortíz | IMG Academy Soccer Complex, Bradenton Arbitrage : Marco Ortíz |
| 5 juin 2021 20h00 (UTC−04:00) | Rapport |         | | IMG Academy Soccer Complex, Bradenton Arbitrage : Marco Ortíz | IMG Academy Soccer Complex, Bradenton Arbitrage : Marco Ortíz |

| 4e match                      | Canada                                | 4 – 0   | Suriname |                                                            |                                                            |
| 8 juin 2021 20h00 (UTC−05:00) | Davies 37e · David 59e 73e 77e (pen.) | (1 – 0) |          | SeatGeek Stadium, Bridgeview Arbitrage : Nima Saghafi (en) | SeatGeek Stadium, Bridgeview Arbitrage : Nima Saghafi (en) |
| 8 juin 2021 20h00 (UTC−05:00) | Rapport                               |         |          | SeatGeek Stadium, Bridgeview Arbitrage : Nima Saghafi (en) | SeatGeek Stadium, Bridgeview Arbitrage : Nima Saghafi (en) |

#### Deuxième tour: vainqueur de la double confrontation face à Haïti
Au deuxième tour, le Canada affronte l'équipe d'Haïti en matchs aller-retour, avec en jeu un ticket pour le tournoi octogonal. Au tour précédent, Haïti a remporté le groupe E devant le Nicaragua.
À l'aller, le 12 juin 2021, le Canada s'impose un but à zéro au stade Sylvio-Cator de Port-au-Prince. Cyle Larin, attaquant du Beşiktaş, inscrit l'unique but de la rencontre. La sélection haïtienne aura trois absences majeures, dont le capitaine pour le match retour,,. Celui-ci se dispute à Bridgeview et les Canadiens s'imposent largement trois buts à zéro. Les buts sont inscrits en seconde période, le gardien haïtien, Josué Duverger, ouvrant la marque contre son camp dès le retour des vestiaires, après une double maladresse. Puis, à la 73e minute, Cyle Larin marque son deuxième but en deux rencontres tandis que Junior Hoilett clôt le score dans les derniers instants du match. Le Canada accède au tour final, une première depuis 1997,.
| Aller                          | Haïti   | 0 – 1   | Canada    |                                                           |                                                           |
| 12 juin 2021 17h00 (UTC−04:00) |         | (0 – 1) | 14e Larin | Stade Sylvio-Cator, Port-au-Prince Arbitrage : John Pitti | Stade Sylvio-Cator, Port-au-Prince Arbitrage : John Pitti |
| 12 juin 2021 17h00 (UTC−04:00) | Rapport |         |           | Stade Sylvio-Cator, Port-au-Prince Arbitrage : John Pitti | Stade Sylvio-Cator, Port-au-Prince Arbitrage : John Pitti |

| Retour                         | Canada                                       | 3 – 0   | Haïti |                                                         |                                                         |
| 15 juin 2021 20h00 (UTC−05:00) | Duverger 46e (csc) · Larin 74e · Hoilett 89e | (0 – 0) |       | SeatGeek Stadium, Bridgeview Arbitrage : Rubiel Vazquez | SeatGeek Stadium, Bridgeview Arbitrage : Rubiel Vazquez |
| 15 juin 2021 20h00 (UTC−05:00) | Rapport                                      |         |       | SeatGeek Stadium, Bridgeview Arbitrage : Rubiel Vazquez | SeatGeek Stadium, Bridgeview Arbitrage : Rubiel Vazquez |

#### Tour final: une qualification inédite
Le Canada rejoint les cinq nations dispensées du premier tour, plus le Panama et le Salvador, les deux autres vainqueurs du deuxième tour,. Les trois premiers se qualifient pour la Coupe du monde et le quatrième joue un barrage intercontinental,. Le tour final est surnommé l'« octogone », ou le « tournoi octogonal ». L'équipe du Canada jouera enfin ses matchs à domicile au Canada, pour la première fois en près de deux ans,. Le Canada fait match nul (1-1), lors du premier match — et également premier match à domicile depuis octobre 2019 — du troisième tour contre le Honduras, le 2 septembre 2021,. Trois jours tard, le Canada enchaine un deuxième match nul de 1-1 face aux États-Unis. Le Canada n’a pas gagné sur le sol américain depuis 1957,. La sélection canadienne réalise un bon départ, malgré deux matchs nuls. Le 8 septembre suivant, le Canada remporte sa première victoire sur le score de 3-0 face au Salvador, malgré l'absence d'Alphonso Davies. 
Le Canada est privé de plusieurs joueurs importants — Milan Borjan, Lucas Cavallini, Atiba Hutchinson et Cyle Larin — pour les trois rencontres de la fenêtre internationale d'octobre,. Le 7 octobre 2021, l'équipe du Canada arrache un match nul (1-1) contre le Mexique dans le mythique stade Azteca de Mexico. Le Canada parvient à égaliser avant la mi-temps par l'intermédiaire de Jonathan Osorio. Le Canada n’a jamais gagné à l'Azteca. Selon Patrice Bernier, le match nul au Mexique, est un « grand moment » pour le Canada. Trois jours plus tard, le Canada enchaine un autre match nul (0-0) face à la Jamaïque à Kingston et les Rouges sont toujours invaincus. Le 13 octobre suivant, le Canada défait le Panama quatre buts à un, dont un but spectaculaire d'Alphonso Davies. Les Canadiens ont récolté sept points sur neuf à domicile et sont de retour dans le top 50 du classement de la FIFA.
Début octobre 2021, Canada Soccer annonce qu'elle jouera ses deux prochains matchs à Edmonton, face au Costa Rica puis contre le Mexique, en novembre. Ces deux rencontres à domicile sont assurément cruciales. John Herdman a bien l’intention de profiter de l’avantage compétitif que pourrait représenter la météo dans le nord de l’Alberta à la mi-novembre,. Le 12 novembre 2021, le Canada remporte une victoire serrée d'un but à zéro contre le Costa Rica devant une foule de 48 806 spectateurs au stade du Commonwealth, avec une température ressentie de -2 °C. Jonathan David inscrit l'unique but du match et Sam Adekugbe réalise une excellente performance. Le 16 novembre suivant, Environnement Canada annonce de la neige forte, suivi d’une température qui pourrait se chiffrer à -11 °C au moment du coup d’envoi face au Mexique. Les Rouges renversent le Mexique sur le score de deux buts à un, avec une température ressentie de -16 °C et Cyle Larin réalise un doublé dans un stade rempli de neige,. C’est aussi la première victoire canadienne face aux Mexicains depuis février 2000,,. Cette victoire permet au Canada de grimper à la première place du tournoi octogonal. 
Le 27 janvier 2022, le Canada gagne contre le Honduras à San Pedro Sula (2-0) et reste en tête du classement. C'est également la première victoire canadienne au Honduras depuis août 1985,,. Trois jours plus tard, les Rouges enchaînent une nouvelle victoire face aux Américains au Tim Hortons Field de Hamilton, avec une température de -5 °C. Larin et Adekugbe marquent les deux buts,. Le 2 février suivant, le Canada bat le Salvador chez lui (2-0), dont un but bizarre d'Atiba Hutchinson. C'est aussi la première victoire canadienne au Salvador depuis décembre 1996,. Le Canada s'approche d'une qualification à la Coupe du monde et les Rouges sont toujours invaincus, malgré l'absence d'Alphonso Davies. Le Canada atteint la 33e place du classement de la FIFA, soit son meilleur classement. Le Canada a juste besoin d'une victoire pour se qualifier. Mais les Rouges perdent pour la première fois au cours de ces éliminatoires, face au Costa Rica (1-0), le 24 mars 2022,. Réduits à dix après l’exclusion de Mark-Anthony Kaye après un deuxième avertissement, les Canadiens encaissent un but juste avant la mi-temps par un coup de tête de Celso Borges. Le Canada en bonne position pour se qualifier à la Coupe du monde, devront patienter pour valider leur billet et peut se qualifier devant ses partisans à Toronto. Trois jours plus tard, le Canada gagne facilement face à la Jamaïque (4-0) devant 29 122 spectateurs au BMO Field,. Pour la première fois depuis 1986 et seulement la deuxième fois de son histoire, la sélection canadienne participera à la Coupe du monde au Qatar,. Le Canada termine premier du tour final, malgré une défaite (1-0) face au Panama,.
Le Canada se place à la 38e place du classement de la FIFA du 31 mars 2022,. Cyle Larin termine meilleur buteur des éliminatoires de la zone CONCACAF avec treize buts, et Jonathan David se classe à la deuxième place avec neuf buts. En considérant l'ensemble des tours préliminaires au niveau mondial, Larin est devancé par l'Émirati Ali Mabkhout (14 buts).
| Rang | Équipe     | Pts | J  | G | N | P  | Bp | Bc | Diff |
| ---- | ---------- | --- | -- | - | - | -- | -- | -- | ---- |
| 1    | Canada     | 28  | 14 | 8 | 4 | 2  | 23 | 7  | +16  |
| 2    | Mexique    | 28  | 14 | 8 | 4 | 2  | 17 | 8  | +9   |
| 3    | États-Unis | 25  | 14 | 7 | 4 | 3  | 21 | 10 | +11  |
| 4    | Costa Rica | 25  | 14 | 7 | 4 | 3  | 13 | 8  | +5   |
| 5    | Panama     | 21  | 14 | 6 | 3 | 5  | 17 | 19 | -2   |
| 6    | Jamaïque   | 11  | 14 | 2 | 5 | 7  | 12 | 22 | -10  |
| 7    | Salvador   | 10  | 14 | 2 | 4 | 8  | 8  | 18 | -10  |
| 8    | Honduras   | 4   | 14 | 0 | 4 | 10 | 7  | 26 | -19  |

| 1er match                          | Canada           | 1 – 1   | Honduras         |                                                       |                                                       |
| 2 septembre 2021 20h00 (UTC−04:00) | Larin 66e (pen.) | (0 – 1) | 40e (pen.) López | BMO Field, Toronto Arbitrage : Fernando Guerrero (es) | BMO Field, Toronto Arbitrage : Fernando Guerrero (es) |
| 2 septembre 2021 20h00 (UTC−04:00) | Rapport          |         |                  | BMO Field, Toronto Arbitrage : Fernando Guerrero (es) | BMO Field, Toronto Arbitrage : Fernando Guerrero (es) |

| 2e match                           | États-Unis   | 1 – 1   | Canada    |                                                     |                                                     |
| 5 septembre 2021 19h00 (UTC−05:00) | Aaronson 55e | (0 – 0) | 62e Larin | Nissan Stadium, Nashville Arbitrage : Oshane Nation | Nissan Stadium, Nashville Arbitrage : Oshane Nation |
| 5 septembre 2021 19h00 (UTC−05:00) | Rapport      |         |           | Nissan Stadium, Nashville Arbitrage : Oshane Nation | Nissan Stadium, Nashville Arbitrage : Oshane Nation |

| 3e match                           | Canada                                   | 3 – 0   | Salvador |                                                     |                                                     |
| 8 septembre 2021 19h30 (UTC−04:00) | Hutchinson 6e · David 11e · Buchanan 59e | (2 – 0) |          | BMO Field, Toronto Arbitrage : Ricardo Montero (en) | BMO Field, Toronto Arbitrage : Ricardo Montero (en) |
| 8 septembre 2021 19h30 (UTC−04:00) | Rapport                                  |         |          | BMO Field, Toronto Arbitrage : Ricardo Montero (en) | BMO Field, Toronto Arbitrage : Ricardo Montero (en) |

| 4e match                         | Mexique     | 1 – 1   | Canada     |                                                 |                                                 |
| 7 octobre 2021 20h40 (UTC−05:00) | Sánchez 21e | (1 – 1) | 42e Osorio | Stade Azteca, Mexico Arbitrage : Ismael Cornejo | Stade Azteca, Mexico Arbitrage : Ismael Cornejo |
| 7 octobre 2021 20h40 (UTC−05:00) | Rapport     |         |            | Stade Azteca, Mexico Arbitrage : Ismael Cornejo | Stade Azteca, Mexico Arbitrage : Ismael Cornejo |

| 5e match                          | Jamaïque | 0 – 0   | Canada |                                                             |                                                             |
| 10 octobre 2021 17h00 (UTC−05:00) |          | (0 – 0) |        | Independence Park, Kingston Arbitrage : Keylor Herrera (es) | Independence Park, Kingston Arbitrage : Keylor Herrera (es) |
| 10 octobre 2021 17h00 (UTC−05:00) | Rapport  |         |        | Independence Park, Kingston Arbitrage : Keylor Herrera (es) | Independence Park, Kingston Arbitrage : Keylor Herrera (es) |

| 6e match                          | Canada                                                    | 4 – 1   | Panama       |                                                        |                                                        |
| 13 octobre 2021 19h30 (UTC−04:00) | Murillo 28e (csc) · Davies 66e · Buchanan 71e · David 78e | (1 – 1) | 5e Blackburn | BMO Field, Toronto Arbitrage : Armando Villarreal (es) | BMO Field, Toronto Arbitrage : Armando Villarreal (es) |
| 13 octobre 2021 19h30 (UTC−04:00) | Rapport                                                   |         |              | BMO Field, Toronto Arbitrage : Armando Villarreal (es) | BMO Field, Toronto Arbitrage : Armando Villarreal (es) |

| 7e match                           | Canada    | 1 – 0   | Costa Rica |                                                           |                                                           |
| 12 novembre 2021 19h00 (UTC−07:00) | David 57e | (0 – 0) |            | Stade du Commonwealth, Edmonton Arbitrage : Ismail Elfath | Stade du Commonwealth, Edmonton Arbitrage : Ismail Elfath |
| 12 novembre 2021 19h00 (UTC−07:00) | Rapport   |         |            | Stade du Commonwealth, Edmonton Arbitrage : Ismail Elfath | Stade du Commonwealth, Edmonton Arbitrage : Ismail Elfath |

| 8e match                           | Canada          | 2 – 1   | Mexique     |                                                           |                                                           |
| 16 novembre 2021 19h00 (UTC−07:00) | Larin 45+2e 52e | (1 – 0) | 90e Herrera | Stade du Commonwealth, Edmonton Arbitrage : Mario Escobar | Stade du Commonwealth, Edmonton Arbitrage : Mario Escobar |
| 16 novembre 2021 19h00 (UTC−07:00) | Rapport         |         |             | Stade du Commonwealth, Edmonton Arbitrage : Mario Escobar | Stade du Commonwealth, Edmonton Arbitrage : Mario Escobar |

| 9e match                          | Honduras | 0 – 2   | Canada                          |                                                                             |                                                                             |
| 27 janvier 2022 19h00 (UTC−06:00) |          | (0 – 1) | 11e (csc) Maldonado · 73e David | Estadio Olímpico Metropolitano, San Pedro Sula Arbitrage : Daneon Parchment | Estadio Olímpico Metropolitano, San Pedro Sula Arbitrage : Daneon Parchment |
| 27 janvier 2022 19h00 (UTC−06:00) | Rapport  |         |                                 | Estadio Olímpico Metropolitano, San Pedro Sula Arbitrage : Daneon Parchment | Estadio Olímpico Metropolitano, San Pedro Sula Arbitrage : Daneon Parchment |

| 10e match                         | Canada                    | 2 – 0   | États-Unis |                                                     |                                                     |
| 30 janvier 2022 15h00 (UTC−05:00) | Larin 7e · Adekugbe 90+5e | (1 – 0) |            | Tim Hortons Field, Hamilton Arbitrage : César Ramos | Tim Hortons Field, Hamilton Arbitrage : César Ramos |
| 30 janvier 2022 15h00 (UTC−05:00) | Rapport                   |         |            | Tim Hortons Field, Hamilton Arbitrage : César Ramos | Tim Hortons Field, Hamilton Arbitrage : César Ramos |

| 11e match                        | Salvador | 0 – 2   | Canada                       |                                                                   |                                                                   |
| 2 février 2022 20h00 (UTC−06:00) |          | (0 – 0) | 66e Hutchinson · 90+3e David | Stade Cuscatlán, San Salvador Arbitrage : Armando Villarreal (es) | Stade Cuscatlán, San Salvador Arbitrage : Armando Villarreal (es) |
| 2 février 2022 20h00 (UTC−06:00) | Rapport  |         |                              | Stade Cuscatlán, San Salvador Arbitrage : Armando Villarreal (es) | Stade Cuscatlán, San Salvador Arbitrage : Armando Villarreal (es) |

| 12e match                      | Costa Rica   | 1 – 0   | Canada |                                                    |                                                    |
| 24 mars 2022 20h00 (UTC−06:00) | Borges 45+1e | (1 – 0) |        | Stade national, San José Arbitrage : Said Martínez | Stade national, San José Arbitrage : Said Martínez |
| 24 mars 2022 20h00 (UTC−06:00) | Rapport      |         |        | Stade national, San José Arbitrage : Said Martínez | Stade national, San José Arbitrage : Said Martínez |

| 13e match                      | Canada                                                      | 4 – 0   | Jamaïque |                                                       |                                                       |
| 27 mars 2022 16h00 (UTC−04:00) | Larin 13e · Buchanan 44e · Hoilett 83e · Mariappa 88e (csc) | (2 – 0) |          | BMO Field, Toronto Arbitrage : Fernando Guerrero (es) | BMO Field, Toronto Arbitrage : Fernando Guerrero (es) |
| 27 mars 2022 16h00 (UTC−04:00) | Rapport                                                     |         |          | BMO Field, Toronto Arbitrage : Fernando Guerrero (es) | BMO Field, Toronto Arbitrage : Fernando Guerrero (es) |

| 14e match                      | Panama     | 1 – 0   | Canada |                                                         |                                                         |
| 30 mars 2022 20h00 (UTC−05:00) | Torres 49e | (0 – 0) |        | Stade Rommel-Fernández, Panama Arbitrage : Jair Marrufo | Stade Rommel-Fernández, Panama Arbitrage : Jair Marrufo |
| 30 mars 2022 20h00 (UTC−05:00) | Rapport    |         |        | Stade Rommel-Fernández, Panama Arbitrage : Jair Marrufo | Stade Rommel-Fernández, Panama Arbitrage : Jair Marrufo |

## Préparation de la Coupe du monde
Le 12 mai 2022, l'équipe du Canada annonce qu'elle dispute un match amical contre l'Iran — classée 21e au classement de la FIFA — et deux matchs de la Ligue des nations contre Curaçao et le Honduras en vue de la préparation pour le Mondial. L’idée d’accueillir l’équipe iranienne a suscité de nombreuses critiques depuis son annonce, dont l'Association des familles des victimes du vol PS752,. Le 26 mai suivant, le match amical face à l'Iran est annulé par Canada Soccer pour des raisons géopolitiques,,,. Le premier ministre Justin Trudeau a ainsi récemment déclaré que le match « n'était pas une très bonne idée ». Le 31 mai suivant, le Panama remplace à la dernière minute l'Iran pour le match amical du 5 juin.
Le match face au Panama est annulé moins de deux heures avant son coup d’envoi,. Les joueurs canadiens ont préféré boycotter la rencontre et se servir de cette occasion pour partir en fronde contre Canada Soccer. À l’origine de cette grève, un différend avec leurs dirigeants au sujet du partage des primes versées par la FIFA,. Le 16 juillet suivant, les joueurs canadiens créent leur syndicat, afin de veiller aux bons intérêts des joueurs,.
Deux jours plus tard, les joueurs sont de retour à l’entraînement,. Le 9 juin suivant, le Canada gagne quatre buts à zéro face à Curaçao, lors de la Ligue des nations et Alphonso Davies inscrit un doublé. Quatre jours plus tard, le Canada est battu par le Honduras (2-1) à San Pedro Sula sous des conditions de jeu défavorables. Le 13 juillet, Canada Soccer annonce qu'elle dispute en septembre deux matchs amicaux sur le sol européen, face au Qatar et à l'Uruguay, en prévision de la Coupe du monde,. Puis, Canada Soccer annonce le 7 septembre qu'elle affronte le Japon à Dubaï, une semaine avant la Coupe du monde. Il affronte également le Bahreïn le 11 novembre. Ce camp à Bahreïn regroupe surtout des joueurs dont la saison en MLS est terminée.
L'équipe a disputé deux matches amicaux en septembre, le premier contre le Qatar, pays hôte de la prochaine Coupe du monde, qui se termine par une victoire (2-0), et le second qui se termine par une défaite contre l'Uruguay (2-0). C’est seulement le second affrontement entre les deux pays, le dernier remonte à 1986, lors d'une défaite 3-1. Lors du camp d’entraînement à Bahreïn, le Canada fait match nul face à la sélection bahreïnienne, dont un match parfait d'Ismaël Koné,. Les Rouges terminent leur préparation par une victoire contre le Japon sur un score de 2-1, quelques jours avant la compétition. Lucas Cavallini, auteur du but victorieux, grâce à une panenka en fin match.
Détail des matchs de la Ligue des nations et amicaux
| Match amical                  | Canada | Annulé | Iran |                     |                     |
| 5 juin 2022 16h00 (UTC−07:00) |        |        |      | BC Place, Vancouver | BC Place, Vancouver |

| Match amical                  | Canada | Annulé | Panama |                     |                     |
| 5 juin 2022 16h00 (UTC−07:00) |        |        |        | BC Place, Vancouver | BC Place, Vancouver |

| Ligue des nations             | Canada                                              | 4 – 0   | Curaçao |                                                   |                                                   |
| 9 juin 2022 19h30 (UTC−07:00) | Davies 27e (pen.) 71e · Vitória 42e · Cavallini 85e | (2 – 0) |         | BC Place, Vancouver Arbitrage : Nima Saghafi (en) | BC Place, Vancouver Arbitrage : Nima Saghafi (en) |
| 9 juin 2022 19h30 (UTC−07:00) | Rapport                                             |         |         | BC Place, Vancouver Arbitrage : Nima Saghafi (en) | BC Place, Vancouver Arbitrage : Nima Saghafi (en) |

| Ligue des nations              | Honduras                     | 2 – 1   | Canada    |                                                                          |                                                                          |
| 13 juin 2022 20h00 (UTC−06:00) | López (en) 13e · Arriaga 78e | (1 – 0) | 86e David | Estadio Olímpico Metropolitano, San Pedro Sula Arbitrage : Mario Escobar | Estadio Olímpico Metropolitano, San Pedro Sula Arbitrage : Mario Escobar |
| 13 juin 2022 20h00 (UTC−06:00) | Rapport                      |         |           | Estadio Olímpico Metropolitano, San Pedro Sula Arbitrage : Mario Escobar | Estadio Olímpico Metropolitano, San Pedro Sula Arbitrage : Mario Escobar |

| Match amical                        | Canada               | 2 – 0   | Qatar |                                                               |                                                               |
| 23 septembre 2022 19h00 (UTC+02:00) | Larin 4e · David 13e | (2 – 0) |       | Generali Arena, Vienne Arbitrage : Manuel Schüttengruber (de) | Generali Arena, Vienne Arbitrage : Manuel Schüttengruber (de) |
| 23 septembre 2022 19h00 (UTC+02:00) | Rapport              |         |       | Generali Arena, Vienne Arbitrage : Manuel Schüttengruber (de) | Generali Arena, Vienne Arbitrage : Manuel Schüttengruber (de) |

| Match amical                        | Canada  | 0 – 2   | Uruguay                   |                                                          |                                                          |
| 27 septembre 2022 18h00 (UTC+02:00) |         | (0 – 2) | 6e De la Cruz · 34e Núñez | Tehelné pole, Bratislava Arbitrage : Peter Kralović (nl) | Tehelné pole, Bratislava Arbitrage : Peter Kralović (nl) |
| 27 septembre 2022 18h00 (UTC+02:00) | Rapport |         |                           | Tehelné pole, Bratislava Arbitrage : Peter Kralović (nl) | Tehelné pole, Bratislava Arbitrage : Peter Kralović (nl) |

| Match amical                       | Bahreïn                                      | 2 – 2   | Canada                         |                                                        |                                                        |
| 11 novembre 2022 18h30 (UTC+03:00) | Al-Humaidan (en) 13e · Yusuf (en) 65e (pen.) | (1 – 1) | 6e Koné · 81e (csc) Haram (en) | Stade Al-Khalifa (en), Isa Arbitrage : Abdullah Jamali | Stade Al-Khalifa (en), Isa Arbitrage : Abdullah Jamali |
| 11 novembre 2022 18h30 (UTC+03:00) | Rapport                                      |         |                                | Stade Al-Khalifa (en), Isa Arbitrage : Abdullah Jamali | Stade Al-Khalifa (en), Isa Arbitrage : Abdullah Jamali |

| Match amical                       | Japon   | 1 – 2   | Canada                               |                                                 |                                                 |
| 17 novembre 2022 17h40 (UTC+04:00) | Soma 9e | (1 – 1) | 21e Vitória · 90+4e (pen.) Cavallini | Stade Al-Maktoum, Dubaï Arbitrage : Omar Al-Ali | Stade Al-Maktoum, Dubaï Arbitrage : Omar Al-Ali |
| 17 novembre 2022 17h40 (UTC+04:00) | Rapport |         |                                      | Stade Al-Maktoum, Dubaï Arbitrage : Omar Al-Ali | Stade Al-Maktoum, Dubaï Arbitrage : Omar Al-Ali |

## Effectif
La liste de joueurs sélectionnés est dévoilée le dimanche 13 novembre 2022 par John Herdman,. Elle compte vingt-six joueurs dont six du CF Montréal,. On note l'absence du gardien Maxime Crépeau (fracture de la jambe droite),, des défenseurs Scott Kennedy (blessure à l'épaule) et Doneil Henry (déchirure musculaire du mollet),, contraints de déclarer forfait,. Alphonso Davies, incertain après être sorti sur blessure d'un match de championnat quelques jours plus tôt, est finalement présent.

## Déroulement de la Coupe du monde
Pour un article plus général, voir Coupe du monde de football 2022.

### Tirage au sort
Le tirage au sort de la phase finale de la Coupe du monde est effectué le 1er avril 2022 au centre d'exposition et de congrès de Doha. Le   classement mondial de la FIFA de mars est pris en compte pour la constitution des chapeaux avant le tirage.  38e de ce classement,, le Canada est placé dans le chapeau 4,. Le tirage affecte le Canada dans le groupe F en compagnie de la tête de série belge (chapeau 1, 2e du classement FIFA), de la Croatie (chapeau 2, 16e) et du Maroc (chapeau 3, 24e),. 
Les différents sélectionneurs réagissent à ce tirage au sort. Selon le sélectionneur des Rouges John Herdman, « ce groupe est génial. On voulait ce genre de matchs. Quand on se présente à la Coupe du monde, il n’y a pas de match facile » et « on ne sera pas naïfs, mais on n'aura pas peur ». Pour le sélectionneur de la Belgique, Roberto Martínez, c’est « un tirage difficile, mais ce sont des matchs fantastiques à attendre »,. Pour le sélectionneur croate Zlatko Dalić, « ce n’est pas un groupe simple pour nous. Nous connaissons notre objectif, sortir du groupe et battre la Belgique. Mais nous devons faire attention au Canada et au Maroc »,. Pour finir, selon le sélectionneur du Maroc Vahid Halilhodžić, « c’est un tirage très difficile avec les vice-champions du monde, la meilleure équipe d’Amérique du Nord et une grosse équipe comme la Belgique »,,.
Selon l'international belge Toby Alderweireld, « ce ne sont pas des adversaires à sous-estimer. En dehors de la Croatie, ce ne sont pas des adversaires que nous connaissons beaucoup »,. Et son coéquipier Thomas Meunier a dit que « le groupe n’est pas insurmontable, mais c’est loin d’être un groupe facile. Le Canada dispose d’une génération prometteuse, avec de vrais talents comme Alphonso Davies ou Jonathan David »,,. « C'est un groupe difficile. Avec des équipes comme la Belgique, la Croatie et le Maroc, c'est quelque chose », a souligné le Montréalais Samuel Piette.
Par le passé, il y a eu trois matchs amicaux contre le Maroc, soit un nul et deux défaites. Le Canada n’a jamais affronté la Croatie. Enfin, les Canucks ont affronté une fois la Belgique et se sont inclinés sur le score de deux buts à zéro en juin 1989,.

### Matchs
|   | Équipe   | Pts | J | G | N | P | Bp | Bc | Diff |
| 1 | Maroc    | 7   | 3 | 2 | 1 | 0 | 4  | 1  | +3   |
| 2 | Croatie  | 5   | 3 | 1 | 2 | 0 | 4  | 1  | +3   |
| 3 | Belgique | 4   | 3 | 1 | 1 | 1 | 1  | 2  | -1   |
| 4 | Canada   | 0   | 3 | 0 | 0 | 3 | 2  | 7  | -5   |

| 12 | 23 novembre 2022  | Maroc    | 0 - 0 | Croatie  |
| 9  | 23 novembre 2022  | Belgique | 1 - 0 | Canada   |
| 26 | 27 novembre 2022  | Belgique | 0 - 2 | Maroc    |
| 27 | 27 novembre 2022  | Croatie  | 4 - 1 | Canada   |
| 41 | 1er décembre 2022 | Croatie  | 0 - 0 | Belgique |
| 42 | 1er décembre 2022 | Canada   | 1 - 2 | Maroc    |

#### Première journée: Belgique - Canada
| Match 9                                                      | Belgique                      | 1 - 0   | Canada | Stade Ahmad-ben-Ali, Al Rayyan                                           |                                                                          |
| 23 novembre 2022 · 22:00 (UTC+3) · Historique des rencontres | ( Alderweireld) Batshuayi 44e | (1 - 0) |        | Spectateurs : 40 432 Arbitrage : Janny Sikazwe Arbitre vidéo : Juan Soto | Spectateurs : 40 432 Arbitrage : Janny Sikazwe Arbitre vidéo : Juan Soto |
| 23 novembre 2022 · 22:00 (UTC+3) · Historique des rencontres | Rapport                       |         |        | Spectateurs : 40 432 Arbitrage : Janny Sikazwe Arbitre vidéo : Juan Soto | Spectateurs : 40 432 Arbitrage : Janny Sikazwe Arbitre vidéo : Juan Soto |

| Belgique | Canada |

| BELGIQUE :       |    |                    |     |     |
|                  |    |                    |     |     |
| Gardien de but   | 01 | Thibaut Courtois   |     |     |
|                  | 05 | Jan Vertonghen     |     |     |
|                  | 02 | Toby Alderweireld  |     |     |
|                  | 19 | Leander Dendoncker |     |     |
|                  | 11 | Yannick Carrasco   | 9e  | 46e |
|                  | 06 | Axel Witsel        |     |     |
|                  | 07 | Kevin De Bruyne    |     |     |
|                  | 21 | Timothy Castagne   |     |     |
|                  | 10 | Eden Hazard        |     | 62e |
|                  | 23 | Michy Batshuayi    |     | 78e |
|                  | 08 | Youri Tielemans    |     | 46e |
| Remplaçants :    |    |                    |     |     |
|                  | 18 | Amadou Onana       | 56e | 46e |
|                  | 15 | Thomas Meunier     | 53e | 46e |
|                  | 17 | Leandro Trossard   |     | 62e |
|                  | 24 | Loïs Openda        |     | 78e |
| Sélectionneur :  |    |                    |     |     |
| Roberto Martínez |    |                    |     |     |

| CANADA :        |    |                   |     |     |
|                 |    |                   |     |     |
| Gardien de but  | 18 | Milan Borjan      |     |     |
|                 | 04 | Kamal Miller      |     |     |
|                 | 05 | Steven Vitória    |     |     |
|                 | 02 | Alistair Johnston | 83e |     |
|                 | 22 | Richie Laryea     |     | 74e |
|                 | 07 | Stephen Eustáquio |     | 81e |
|                 | 13 | Atiba Hutchinson  |     | 58e |
|                 | 10 | Junior Hoilett    |     | 58e |
|                 | 19 | Alphonso Davies   | 81e |     |
|                 | 20 | Jonathan David    |     |     |
|                 | 11 | Tajon Buchanan    |     | 81e |
| Remplaçants :   |    |                   |     |     |
|                 | 17 | Cyle Larin        |     | 58e |
|                 | 15 | Ismaël Koné       |     | 58e |
|                 | 03 | Sam Adekugbe      |     | 74e |
|                 | 23 | Liam Millar       |     | 81e |
|                 | 21 | Jonathan Osorio   |     | 81e |
| Sélectionneur : |    |                   |     |     |
| John Herdman    |    |                   |     |     |

| Assistants : Jerson dos Santos Arsénio Marrengula Quatrième arbitre : Yoshimi Yamashita Assistants arbitre vidéo : Nicolás Gallo Mokrane Gourari Massimiliano Irrati Homme du Match : Kevin De Bruyne |

#### Deuxième journée: Croatie - Canada
| Match 27                                                     | Croatie                                                                                            | 4 - 1   | Canada                | Stade international de Khalifa, Doha                                           |                                                                                |
| 27 novembre 2022 · 19:00 (UTC+3) · Historique des rencontres | ( Perišić) Kramarić 36e · ( Juranović) Livaja 44e · ( Perišić) Kramarić 70e · ( Oršić) Majer 90+4e | (2 - 1) | 2e Davies (Buchanan ) | Spectateurs : 44 374 Arbitrage : Andrés Matonte Arbitre vidéo : Mauro Vigliano | Spectateurs : 44 374 Arbitrage : Andrés Matonte Arbitre vidéo : Mauro Vigliano |
| 27 novembre 2022 · 19:00 (UTC+3) · Historique des rencontres | Rapport                                                                                            |         |                       | Spectateurs : 44 374 Arbitrage : Andrés Matonte Arbitre vidéo : Mauro Vigliano | Spectateurs : 44 374 Arbitrage : Andrés Matonte Arbitre vidéo : Mauro Vigliano |

| Croatie | Canada |

| CROATIE :       |    |                   |     |     |
|                 |    |                   |     |     |
| Gardien de but  | 01 | Dominik Livaković |     |     |
|                 | 19 | Borna Sosa        |     |     |
|                 | 20 | Joško Gvardiol    |     |     |
|                 | 06 | Dejan Lovren      | 56e |     |
|                 | 22 | Josip Juranović   |     |     |
|                 | 11 | Marcelo Brozović  |     |     |
|                 | 08 | Mateo Kovačić     |     | 86e |
|                 | 10 | Luka Modrić       | 85e | 86e |
|                 | 04 | Ivan Perišić      |     | 86e |
|                 | 09 | Andrej Kramarić   |     | 72e |
|                 | 14 | Marko Livaja      |     | 60e |
| Remplaçants :   |    |                   |     |     |
|                 | 16 | Bruno Petković    |     | 60e |
|                 | 13 | Nikola Vlašić     |     | 72e |
|                 | 18 | Mislav Oršić      |     | 86e |
|                 | 15 | Mario Pašalić     |     | 86e |
|                 | 07 | Lovro Majer       |     | 86e |
| Sélectionneur : |    |                   |     |     |
| Zlatko Dalić    |    |                   |     |     |

| CANADA :        |    |                   |     |     |
|                 |    |                   |     |     |
| Gardien de but  | 18 | Milan Borjan      |     |     |
|                 | 04 | Kamal Miller      | 85e |     |
|                 | 05 | Steven Vitória    |     |     |
|                 | 02 | Alistair Johnston |     |     |
|                 | 19 | Alphonso Davies   |     |     |
|                 | 07 | Stephen Eustáquio |     | 46e |
|                 | 13 | Atiba Hutchinson  |     | 72e |
|                 | 22 | Richie Laryea     |     | 62e |
|                 | 20 | Jonathan David    |     | 72e |
|                 | 17 | Cyle Larin        |     | 46e |
|                 | 11 | Tajon Buchanan    | 52e |     |
| Remplaçants :   |    |                   |     |     |
|                 | 21 | Jonathan Osorio   |     | 46e |
|                 | 15 | Ismaël Koné       |     | 46e |
|                 | 10 | Junior Hoilett    |     | 62e |
|                 | 09 | Lucas Cavallini   |     | 72e |
|                 | 03 | Sam Adekugbe      |     | 72e |
| Sélectionneur : |    |                   |     |     |
| John Herdman    |    |                   |     |     |

| Assistants : Nicolás Taran Martín Soppi Quatrième arbitre : Kevin Ortega Assistants arbitre vidéo : Leodán González Gabriel Chade Julio Bascuñán Homme du Match : Andrej Kramarić |

#### Troisième journée: Canada - Maroc
| Match 42                                                      | Canada           | 1 - 2   | Maroc                               | Stade Al-Thumama, Doha                                                        |                                                                               |
| 1er décembre 2022 · 18:00 (UTC+3) · Historique des rencontres | Aguerd 40e (csc) | (1 - 2) | 4e Ziyech · 23e En-Nesyri (Hakimi ) | Spectateurs : 43 102 Arbitrage : Raphael Claus Arbitre vidéo : Julio Bascuñán | Spectateurs : 43 102 Arbitrage : Raphael Claus Arbitre vidéo : Julio Bascuñán |
| 1er décembre 2022 · 18:00 (UTC+3) · Historique des rencontres | Rapport          |         |                                     | Spectateurs : 43 102 Arbitrage : Raphael Claus Arbitre vidéo : Julio Bascuñán | Spectateurs : 43 102 Arbitrage : Raphael Claus Arbitre vidéo : Julio Bascuñán |

| Canada | Maroc |

| CANADA :        |    |                   |       |     |
|                 |    |                   |       |     |
| Gardien de but  | 18 | Milan Borjan      |       |     |
|                 | 03 | Sam Adekugbe      | 45+2e | 60e |
|                 | 04 | Kamal Miller      |       |     |
|                 | 05 | Steven Vitória    | 84e   |     |
|                 | 02 | Alistair Johnston |       |     |
|                 | 11 | Tajon Buchanan    |       |     |
|                 | 14 | Mark-Anthony Kaye |       | 60e |
|                 | 21 | Jonathan Osorio   | 26e   | 65e |
|                 | 19 | Alphonso Davies   |       |     |
|                 | 17 | Cyle Larin        |       | 60e |
|                 | 10 | Junior Hoilett    | 7e    | 76e |
| Remplaçants :   |    |                   |       |     |
|                 | 20 | Jonathan David    |       | 60e |
|                 | 13 | Atiba Hutchinson  |       | 60e |
|                 | 15 | Ismaël Koné       |       | 60e |
|                 | 22 | Richie Laryea     |       | 65e |
|                 | 24 | David Wotherspoon |       | 76e |
| Sélectionneur : |    |                   |       |     |
| John Herdman    |    |                   |       |     |

| MAROC :         |    |                      |  |     |
|                 |    |                      |  |     |
| Gardien de but  | 01 | Yassine Bounou       |  |     |
|                 | 03 | Noussair Mazraoui    |  |     |
|                 | 06 | Romain Saïss         |  |     |
|                 | 05 | Nayef Aguerd         |  |     |
|                 | 02 | Achraf Hakimi        |  | 85e |
|                 | 04 | Sofyan Amrabat       |  |     |
|                 | 11 | Abdelhamid Sabiri    |  | 65e |
|                 | 08 | Azzedine Ounahi      |  | 76e |
|                 | 17 | Sofiane Boufal       |  | 65e |
|                 | 19 | Youssef En-Nesyri    |  |     |
|                 | 07 | Hakim Ziyech         |  | 76e |
| Remplaçants :   |    |                      |  |     |
|                 | 14 | Zakaria Aboukhlal    |  | 65e |
|                 | 15 | Selim Amallah        |  | 65e |
|                 | 09 | Abderrazak Hamdallah |  | 76e |
|                 | 18 | Jawad El Yamiq       |  | 76e |
|                 | 26 | Yahya Jabrane        |  | 85e |
| Sélectionneur : |    |                      |  |     |
| Walid Regragui  |    |                      |  |     |

| Assistants : Rodrigo Figueiredo Danilo Simon Quatrième arbitre : Yoshimi Yamashita Assistants arbitre vidéo : Juan Martínez Munuera Roberto Diaz Leodán González Homme du Match : Achraf Hakimi |

## Statistiques

### Temps de jeu
| Joueur              | |    |    | TT      | But inscrit | Passe décisive | MJ | MT | Légende |
| ------------------- | --- | -- | -- | ------- | ----------- | -------------- | -- | -- | ------- |
| Gardiens            | Abréviations et symboles · - TT : Total de minutes jouées - MJ : Nombre de matchs joués - MT : Matchs joués en tant que titulaire - : But - : Passe décisive - : Joueur entré - : Joueur remplacé - : Capitaine - : Carton jaune - : Carton rouge |    |    |         |             |                |    |    |         |
| Milan Borjan        | Abréviations et symboles · - TT : Total de minutes jouées - MJ : Nombre de matchs joués - MT : Matchs joués en tant que titulaire - : But - : Passe décisive - : Joueur entré - : Joueur remplacé - : Capitaine - : Carton jaune - : Carton rouge | 90 | 90 | 90      | 270         | -              | -  | 3  | 3       |
| James Pantemis      | Abréviations et symboles · - TT : Total de minutes jouées - MJ : Nombre de matchs joués - MT : Matchs joués en tant que titulaire - : But - : Passe décisive - : Joueur entré - : Joueur remplacé - : Capitaine - : Carton jaune - : Carton rouge | -  | -  | -       | -           | -              | -  | -  | -       |
| Dayne St. Clair     | Abréviations et symboles · - TT : Total de minutes jouées - MJ : Nombre de matchs joués - MT : Matchs joués en tant que titulaire - : But - : Passe décisive - : Joueur entré - : Joueur remplacé - : Capitaine - : Carton jaune - : Carton rouge | -  | -  | -       | -           | -              | -  | -  | -       |
| Défenseurs          | Abréviations et symboles · - TT : Total de minutes jouées - MJ : Nombre de matchs joués - MT : Matchs joués en tant que titulaire - : But - : Passe décisive - : Joueur entré - : Joueur remplacé - : Capitaine - : Carton jaune - : Carton rouge |    |    |         |             |                |    |    |         |
| Sam Adekugbe        | Abréviations et symboles · - TT : Total de minutes jouées - MJ : Nombre de matchs joués - MT : Matchs joués en tant que titulaire - : But - : Passe décisive - : Joueur entré - : Joueur remplacé - : Capitaine - : Carton jaune - : Carton rouge | 16 | 18 | 60      | 94          | -              | -  | 3  | 1       |
| Derek Cornelius     | Abréviations et symboles · - TT : Total de minutes jouées - MJ : Nombre de matchs joués - MT : Matchs joués en tant que titulaire - : But - : Passe décisive - : Joueur entré - : Joueur remplacé - : Capitaine - : Carton jaune - : Carton rouge | -  | -  | -       | -           | -              | -  | -  | -       |
| Alistair Johnston   | Abréviations et symboles · - TT : Total de minutes jouées - MJ : Nombre de matchs joués - MT : Matchs joués en tant que titulaire - : But - : Passe décisive - : Joueur entré - : Joueur remplacé - : Capitaine - : Carton jaune - : Carton rouge | 90 | 90 | 90      | 270         | -              | -  | 3  | 3       |
| Richie Laryea       | Abréviations et symboles · - TT : Total de minutes jouées - MJ : Nombre de matchs joués - MT : Matchs joués en tant que titulaire - : But - : Passe décisive - : Joueur entré - : Joueur remplacé - : Capitaine - : Carton jaune - : Carton rouge | 74 | 62 | 25      | 161         | -              | -  | 3  | 2       |
| Kamal Miller        | Abréviations et symboles · - TT : Total de minutes jouées - MJ : Nombre de matchs joués - MT : Matchs joués en tant que titulaire - : But - : Passe décisive - : Joueur entré - : Joueur remplacé - : Capitaine - : Carton jaune - : Carton rouge | 90 | 90 | 90      | 270         | -              | -  | 3  | 3       |
| Steven Vitória      | Abréviations et symboles · - TT : Total de minutes jouées - MJ : Nombre de matchs joués - MT : Matchs joués en tant que titulaire - : But - : Passe décisive - : Joueur entré - : Joueur remplacé - : Capitaine - : Carton jaune - : Carton rouge | 90 | 90 | 90      | 270         | -              | -  | 3  | 3       |
| Joel Waterman       | Abréviations et symboles · - TT : Total de minutes jouées - MJ : Nombre de matchs joués - MT : Matchs joués en tant que titulaire - : But - : Passe décisive - : Joueur entré - : Joueur remplacé - : Capitaine - : Carton jaune - : Carton rouge | -  | -  | -       | -           | -              | -  | -  | -       |
| Milieux             | Abréviations et symboles · - TT : Total de minutes jouées - MJ : Nombre de matchs joués - MT : Matchs joués en tant que titulaire - : But - : Passe décisive - : Joueur entré - : Joueur remplacé - : Capitaine - : Carton jaune - : Carton rouge |    |    |         |             |                |    |    |         |
| Stephen Eustáquio   | Abréviations et symboles · - TT : Total de minutes jouées - MJ : Nombre de matchs joués - MT : Matchs joués en tant que titulaire - : But - : Passe décisive - : Joueur entré - : Joueur remplacé - : Capitaine - : Carton jaune - : Carton rouge | 81 | 46 | -       | 127         | -              | -  | 2  | 2       |
| Liam Fraser         | Abréviations et symboles · - TT : Total de minutes jouées - MJ : Nombre de matchs joués - MT : Matchs joués en tant que titulaire - : But - : Passe décisive - : Joueur entré - : Joueur remplacé - : Capitaine - : Carton jaune - : Carton rouge | -  | -  | -       | -           | -              | -  | -  | -       |
| Atiba Hutchinson    | Abréviations et symboles · - TT : Total de minutes jouées - MJ : Nombre de matchs joués - MT : Matchs joués en tant que titulaire - : But - : Passe décisive - : Joueur entré - : Joueur remplacé - : Capitaine - : Carton jaune - : Carton rouge | 58 | 72 | 30      | 160         | -              | -  | 3  | 2       |
| Mark-Anthony Kaye   | Abréviations et symboles · - TT : Total de minutes jouées - MJ : Nombre de matchs joués - MT : Matchs joués en tant que titulaire - : But - : Passe décisive - : Joueur entré - : Joueur remplacé - : Capitaine - : Carton jaune - : Carton rouge | -  | -  | 60      | 60          | -              | -  | 1  | 1       |
| Ismaël Koné         | Abréviations et symboles · - TT : Total de minutes jouées - MJ : Nombre de matchs joués - MT : Matchs joués en tant que titulaire - : But - : Passe décisive - : Joueur entré - : Joueur remplacé - : Capitaine - : Carton jaune - : Carton rouge | 32 | 44 | 30      | 106         | -              | -  | 3  | 0       |
| Jonathan Osorio     | Abréviations et symboles · - TT : Total de minutes jouées - MJ : Nombre de matchs joués - MT : Matchs joués en tant que titulaire - : But - : Passe décisive - : Joueur entré - : Joueur remplacé - : Capitaine - : Carton jaune - : Carton rouge | 9  | 46 | 65      | 120         | -              | -  | 3  | 1       |
| Samuel Piette       | Abréviations et symboles · - TT : Total de minutes jouées - MJ : Nombre de matchs joués - MT : Matchs joués en tant que titulaire - : But - : Passe décisive - : Joueur entré - : Joueur remplacé - : Capitaine - : Carton jaune - : Carton rouge | -  | -  | -       | -           | -              | -  | -  | -       |
| David Wotherspoon   | Abréviations et symboles · - TT : Total de minutes jouées - MJ : Nombre de matchs joués - MT : Matchs joués en tant que titulaire - : But - : Passe décisive - : Joueur entré - : Joueur remplacé - : Capitaine - : Carton jaune - : Carton rouge | -  | -  | 14      | 14          | -              | -  | 1  | 0       |
| Attaquants          | Abréviations et symboles · - TT : Total de minutes jouées - MJ : Nombre de matchs joués - MT : Matchs joués en tant que titulaire - : But - : Passe décisive - : Joueur entré - : Joueur remplacé - : Capitaine - : Carton jaune - : Carton rouge |    |    |         |             |                |    |    |         |
| Tajon Buchanan      | Abréviations et symboles · - TT : Total de minutes jouées - MJ : Nombre de matchs joués - MT : Matchs joués en tant que titulaire - : But - : Passe décisive - : Joueur entré - : Joueur remplacé - : Capitaine - : Carton jaune - : Carton rouge | 81 | 90 | 90      | 261         | -              | 1  | 3  | 3       |
| Lucas Cavallini     | Abréviations et symboles · - TT : Total de minutes jouées - MJ : Nombre de matchs joués - MT : Matchs joués en tant que titulaire - : But - : Passe décisive - : Joueur entré - : Joueur remplacé - : Capitaine - : Carton jaune - : Carton rouge | -  | 18 | -       | 18          | -              | -  | 1  | 0       |
| Jonathan David      | Abréviations et symboles · - TT : Total de minutes jouées - MJ : Nombre de matchs joués - MT : Matchs joués en tant que titulaire - : But - : Passe décisive - : Joueur entré - : Joueur remplacé - : Capitaine - : Carton jaune - : Carton rouge | 90 | 72 | 30      | 192         | -              | -  | 3  | 2       |
| Alphonso Davies     | Abréviations et symboles · - TT : Total de minutes jouées - MJ : Nombre de matchs joués - MT : Matchs joués en tant que titulaire - : But - : Passe décisive - : Joueur entré - : Joueur remplacé - : Capitaine - : Carton jaune - : Carton rouge | 90 | 90 | 90      | 270         | 1              | -  | 3  | 3       |
| Junior Hoilett      | Abréviations et symboles · - TT : Total de minutes jouées - MJ : Nombre de matchs joués - MT : Matchs joués en tant que titulaire - : But - : Passe décisive - : Joueur entré - : Joueur remplacé - : Capitaine - : Carton jaune - : Carton rouge | 58 | 28 | 76      | 162         | -              | -  | 3  | 2       |
| Cyle Larin          | Abréviations et symboles · - TT : Total de minutes jouées - MJ : Nombre de matchs joués - MT : Matchs joués en tant que titulaire - : But - : Passe décisive - : Joueur entré - : Joueur remplacé - : Capitaine - : Carton jaune - : Carton rouge | 32 | 46 | 60      | 138         | -              | -  | 3  | 2       |
| Liam Millar         | Abréviations et symboles · - TT : Total de minutes jouées - MJ : Nombre de matchs joués - MT : Matchs joués en tant que titulaire - : But - : Passe décisive - : Joueur entré - : Joueur remplacé - : Capitaine - : Carton jaune - : Carton rouge | 9  | -  | -       | 9           | -              | -  | 1  | 0       |
| Iké Ugbo            | Abréviations et symboles · - TT : Total de minutes jouées - MJ : Nombre de matchs joués - MT : Matchs joués en tant que titulaire - : But - : Passe décisive - : Joueur entré - : Joueur remplacé - : Capitaine - : Carton jaune - : Carton rouge | -  | -  | -       | -           | -              | -  | -  | -       |
| CSC                 | Abréviations et symboles · - TT : Total de minutes jouées - MJ : Nombre de matchs joués - MT : Matchs joués en tant que titulaire - : But - : Passe décisive - : Joueur entré - : Joueur remplacé - : Capitaine - : Carton jaune - : Carton rouge |    |    |         |             |                |    |    |         |
| But contre son camp | Abréviations et symboles · - TT : Total de minutes jouées - MJ : Nombre de matchs joués - MT : Matchs joués en tant que titulaire - : But - : Passe décisive - : Joueur entré - : Joueur remplacé - : Capitaine - : Carton jaune - : Carton rouge | -  | -  | 1 (csc) | -           | 1              | -  | -  | -       |
| Total               | Abréviations et symboles · - TT : Total de minutes jouées - MJ : Nombre de matchs joués - MT : Matchs joués en tant que titulaire - : But - : Passe décisive - : Joueur entré - : Joueur remplacé - : Capitaine - : Carton jaune - : Carton rouge |    |    |         |             |                |    |    |         |
| Équipe du Canada    | Abréviations et symboles · - TT : Total de minutes jouées - MJ : Nombre de matchs joués - MT : Matchs joués en tant que titulaire - : But - : Passe décisive - : Joueur entré - : Joueur remplacé - : Capitaine - : Carton jaune - : Carton rouge | 90 | 90 | 90      | 270         | 2              | 1  | 3  | -       |

| Buts    | Joueurs         | Adversaires |
| ------- | --------------- | ----------- |
| 1       | Alphonso Davies | Croatie     |
| 1 (csc) | Nayef Aguerd    | Maroc       |

| Passes | Joueurs        | Adversaires |
| ------ | -------------- | ----------- |
| 1      | Tajon Buchanan | Croatie     |